# Albert Küppers

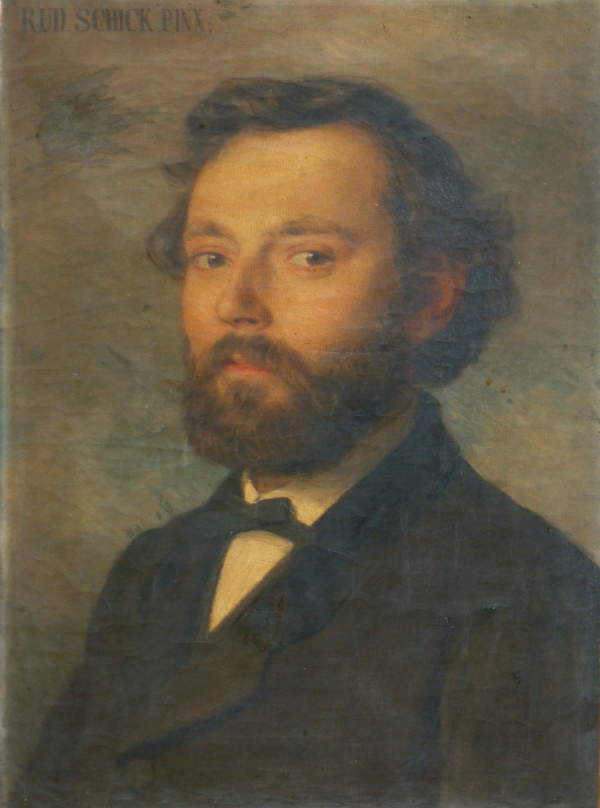
Albert Küppers, Porträt 1870 von Rudolf Schick

Albert Hermann Küppers (* 22. Februar 1842 in Coesfeld; † 11. Oktober 1929 in Bonn) war ein deutscher Bildhauer und Hochschullehrer.

## Leben

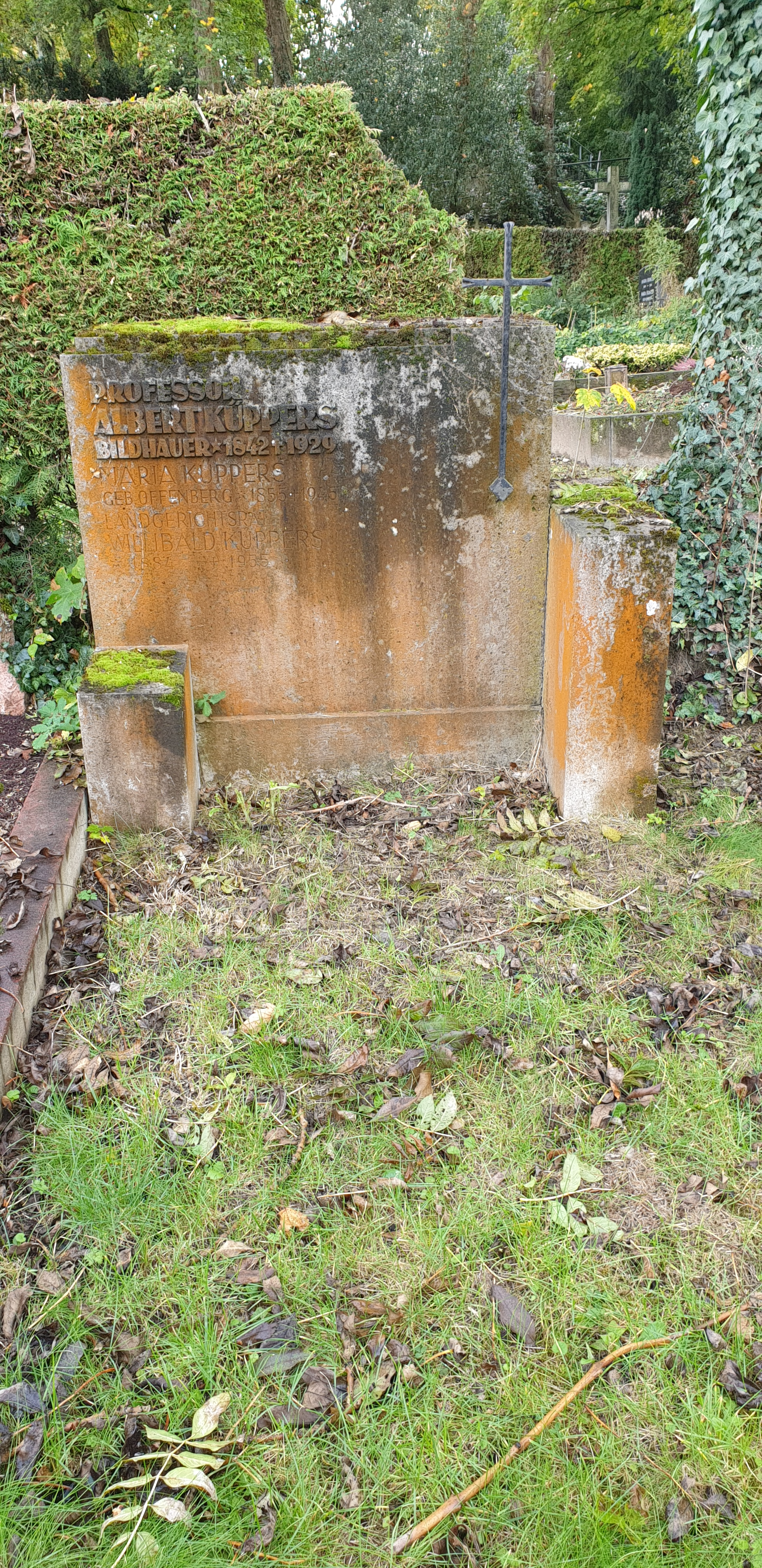
Grabmal von Albert Küppers

Albert Küppers war ein Sohn des Coesfelder Konditormeisters Heinrich Küppers und dessen Ehefrau Klara Küppers geb. Edelbrock. Nach einem kurzen Aufenthalt in den Niederlanden begann er 1859 sein Studium an der Akademie der Bildenden Künste München in der Antikenklasse; er wurde dort Schüler von Johann von Halbig und Max von Widnmann. Nach Erhalt eines Stipendiums setzte er sein Studium 1863 an der Berliner Kunstakademie fort und erhielt etliche Preise. Küppers arbeitete in den Ateliers von Hugo Hagen und Albert Wolff. 1866 ging er nach London und studierte dort, je ein Jahr lang, bei John Henry Foley und Thomas Woolner (1825–1892). Er zog 1868 nach Bonn. 1869 erhielt er den großen Staatspreis der Berliner Kunstakademie für sein Werk Auferstehung des Lazarus. Nach einem Aufenthalt in Rom (in der deutschen Bildhauerkolonie) ließ er sich 1876 endgültig in Bonn nieder. 1877 wurde er akademischer Zeichenlehrer an der Rheinischen Friedrich-Wilhelms-Universität Bonn, 1878 fest angestellt, später Professor und 1922 akademischer Ehrenbürger der Universität. Er wohnte und arbeitete in einem später abgerissenen Backsteinbau direkt neben dem sogenannten Gärtnerhäuschen am Poppelsdorfer Weiher.
Küppers wurde auf dem Poppelsdorfer Friedhof in Bonn beigesetzt. Seine Söhne waren der Amateurmaler und Jurist Willibald Küppers (1884–1955) und der akademische Landschaftsmaler und Restaurator Otto Küppers.

## Werk

### Skulpturen und Plastiken auf dem Alten Friedhof Bonn

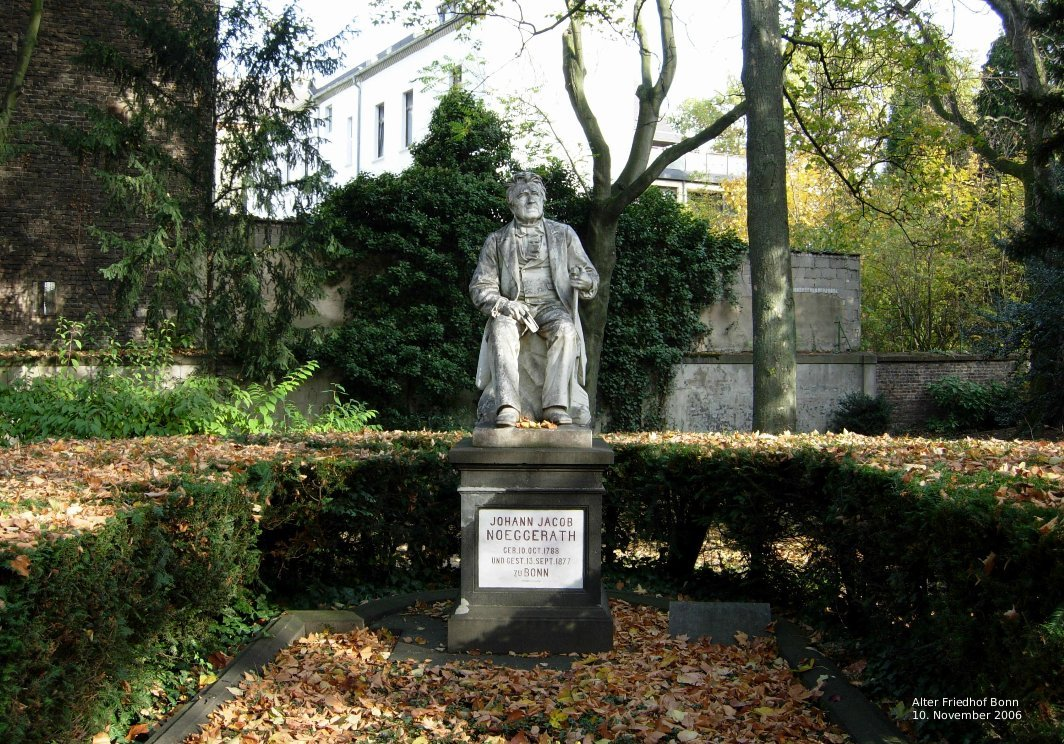
Nöggerath-Grabfigur in Bonn

Viele seiner Werke sind auf dem Alten Friedhof Bonn zu finden:
- Marmorbüste (1869) für den Mathematiker und Physiker Julius Plücker
- Kriegerdenkmal 1870/71, in Zusammenarbeit mit dem Berliner Architekten Arnold Hartmann (enthüllt am Sedantag 1877)
- Marmor-Medaillon für den Universitätsmusikdirektor Heinrich Carl Breidenstein (1796–1876)
- Christus-Medaillon für den Oberlieutenant Dietrich von der Lippe (1798–1876)
- Marmor-Medaillon für den evangelischen Theologen Albrecht Wolters (1822–1878)
- Sitzplastik (1881) für den Mineralogen, Geologen und preußischen Berghauptmann Johann Jacob Nöggerath
- Marmor-Medaillon (1881) für den Pharmazeuten Karl Friedrich Mohr
- Bronzebüste (1883) für den Chirurgen Carl David Wilhelm Busch (1826–1881)
- Marmor-Medaillon (1883) für den Historiker Carl von Noorden
- Marmor-Medaillon (1884) für den Althistoriker Arnold Schäfer
- Marmor-Medaillon für Annie Matilde Ebbinghaus (1852–1885)
- Marmor-Medaillon (1886) für den Juristen Rudolf Klostermann
- Bronze-Medaillon (1887) für den Sanitätsrat Franz Richarz (1812–1887)
- Marmor-Medaillon (1888) für den Mineralogen und Geologen Gerhard vom Rath
- Marmor-Medaillon (1889) für den evangelischen Theologen Theodor Christlieb
- Bronze-Medaillon (1889) für den Mediziner Hugo Rühle
- Bronze-Medaillon für den Bergbau-Professor Ernst Heinrich von Dechen
- Bronze-Medaillon (1895) für den Beigeordneten der Stadt Bonn Peter Innocenz Eller (1818–1893)
- Bronze-Medaillon (1895) für den Lehrer J. B. Giesen (1828–1893)
- Marmor-Relief für den Kurator der Universität Bonn Otto Gandtner (1822–1895)
- Bronze-Medaillon (1897) für den Gymnasiallehrer Peter Leber (1829–1895)
- Grabmal (1897) für den altkatholischen Theologen Joseph Hubert Reinkens
- Bronze-Medaillon (1897) für den Mediziner Carl Jacob Velten (1819–1896)
- Bronzerelief (1907) für den Mediziner und Sportpionier Ferdinand August Schmidt (1852–1929)
- Grabmal (1910) für den Kunstsammler Carl Roettgen (1837–1909)
- Bronzerelief (1912) für den evangelischen Theologen Friedrich E. Sieffert (1843–1911)
- Marmorrelief (1912) für den Juristen Carl Caspar Wassermeyer (1834–1912)

### Skulpturen und Plastiken auf dem Poppelsdorfer Friedhof Bonn
- Bronze-Medaillon (1897) für den Chemiker Friedrich August Kekulé von Stradonitz
- Bronze-Medaillon (1904) für den Geologen August Huyssen (1824–1903)
- Bronze-Medaillon (1909) für den Juristen Matthias Klein (1845–1909)
- Bronze-Relief (1910) für den Zeitungsverleger Hermann Neusser (1839–1909)[6]
- Bronze-Relief (1911) für den Industriemanager Franz Burgers (1845–1911)
- Bronze-Relief (1912) für den Althistoriker Heinrich Nissen

### Sonstige Werke
- Relief Elisa weissagt den Königen

Grillo-Denkmal

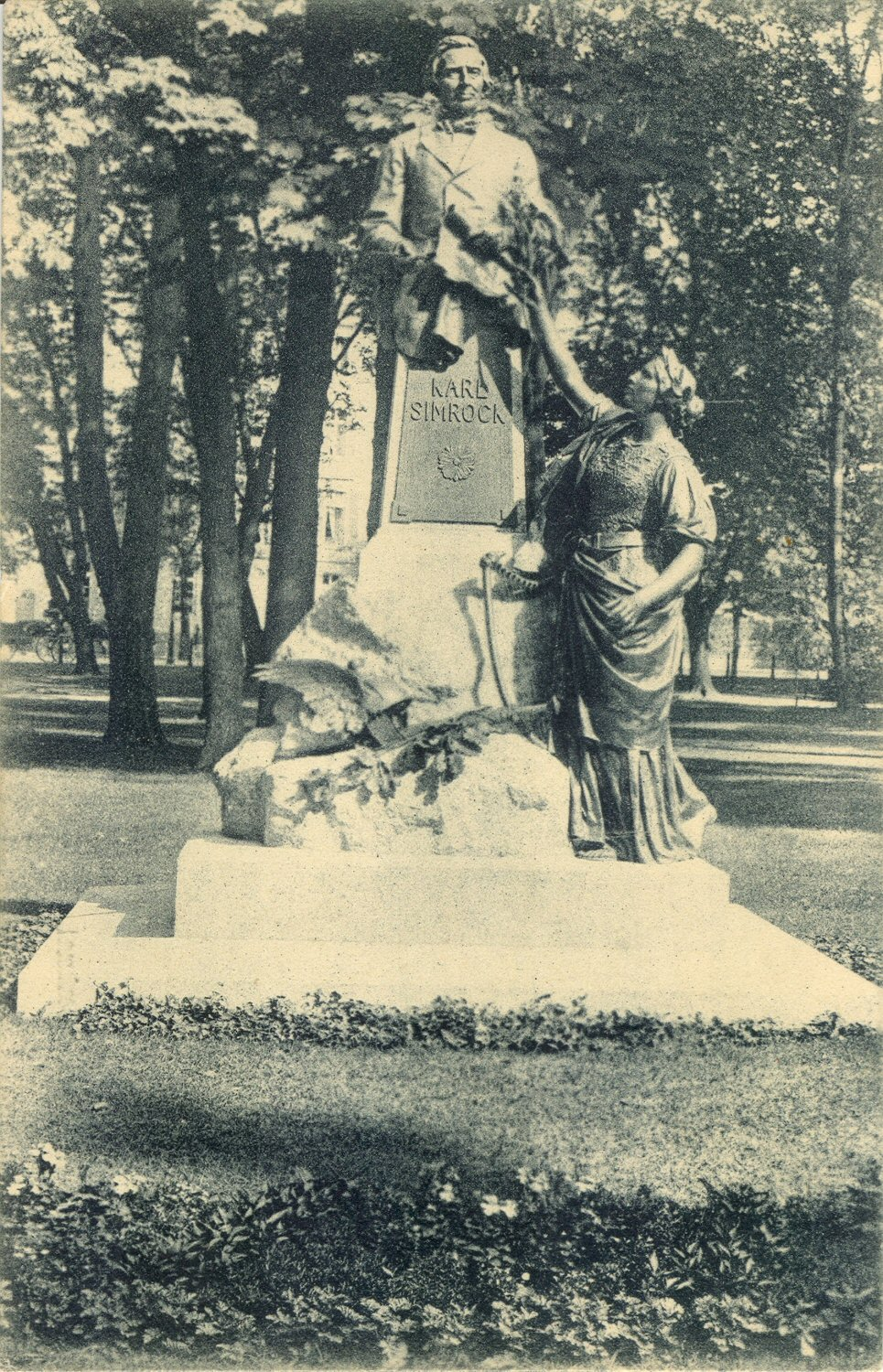
Karl-Simrock-Denkmal im Bonner Hofgarten

- Figurengruppe Auferweckung des Lazarus
- Relief Die Söhne Jakobs bringen dem Vater den blutigen Rock Josephs
- Relief Ödipus mit seinen Töchtern auf Kolonos
- Marmorstatue der Heiligen Helena
- Vier Portraitmedaillons (Heinrich Böcking, Ernst Heinrich von Dechen, Otto Krug von Nidda, Leopold Sello) am Nordwest-Flügel des Verwaltungsgebäudes der Bergwerksdirektion Saarbrücken (um 1880)
- Marmorbüste (1885) des Juristen Roderich von Stintzing, in der Bonner Universitätsbibliothek
- Marmorbüste (1897) des Mediziners Carl Velten (1819–1896), Kunstsammlung der Berliner Charité
- Denkmal mit Brunnenanlage (1898) für den Unternehmer Friedrich Grillo in (Gelsenkirchen-)Schalke, auf dem Schalker Markt (Büste mit Bergmann und Schmied als Assistenzfiguren; um 1942 demontiert)
- Denkmal (1900–1903) für den Dichter und Philologen Karl Joseph Simrock[7]
- Marmorbüste (1903) des Chirurgen Carl David Wilhelm Busch, Kunstsammlung der Berliner Charité
- Bronzebüste (1904) für den Dermatologen Joseph Doutrelepont
- Bronzebüste (1907) für den Agrarwissenschaftler Theodor von der Goltz
- Bronze-Plakette (1910) für den Historiker Moriz Ritter, Rheinische Friedrich-Wilhelms-Universität Bonn[8]
- Marmor-Medaillon (1911) für Otto und Mathilde Wesendonck (Stifter der nach ihnen benannten Sammlung), im Rheinischen Landesmuseum
- Bronzebüste (1912) des Germanisten Wilhelm Wilmanns
- Nachguss einer Marmorbüste (1921) des Komponisten Ludwig van Beethoven, im Beethoven-Haus Bonn
- Marmorbüste des Museumsdirektors Felix Hettner, im Rheinischen Landesmuseum Trier